# فان (فلم)
فان  (بالإنجليزية: Fan) هو فيلم أكشن هندي صدر سنة 2016، من إخراج مانيش شارما، وإنتاج أديتيا شوبرا، وبطولة شاه روخ خان. انطلق تصوير الفيلم في مايو 2014 بدلهي, وكان متوقعًا ان يصدر باكرًا في 2015, لكن بسبب الاصابات التي تعرض لها شاه روخ خان أثناء تصوير فيلم هابي نيو يير، تأجل موعد عرض الفيلم إلى غاية 15 من أبريل من سنة 2016 .

## قصة الفيلم
هذا الفيلم يروي قصّة عن نجمٍ عالمي يحبّه أحد متتبّعيه بشكلٍ كبير ويحاول تقليده والعيش مثله، غوراف (وهو المعجب المجنون) مع (أريان خانا) أي النجم المشهور والمعروف، وبالتالي سيلعب هذا الأخير دور عدو معجبه اللدود وخصمه وليس العكس.

## محور الفيلم
جسّد شاروخان هاتين الشخصيتين كما سبق وأكّد مرّة في إحدى المقابلات الصحافية بأنّ هذا العمل السينمائي هو من الأفلام الأكثر صعوبة التي أنجزها في حياته وفي الوقت نفسه الأهم والأبرز، سيظهر في عصرين وعمرين مختلفين، وعن هذا الموضوع تحدّث وأكد «إنها قصّة تتمحور حول شاب يُدعى غوراف ويبلغ من العمر 25 سنة ويكون من أشد المعجبين بنجمه المفضّل أي أريان البالغ من العمر 45 سنة، وأنه سيلعب الدورين، بالطبع لا تزال شخصية هذا الأخير مخفيّة عن الجمهور وبالتالي عندما سيكشف النقاب عن سلوكه سيعي الجميع التفاوت الموجود بين الشخصين والإختلاف القائم بينهما من حيث الشكل والمضمون».
هذا وتكلّم كاتب الفيلم، نامراتا راو، عن الموضوع نفسه وقال: «استطاع شاروخان أن يعادل الدورين بطريقة مذهلة، فهو وعلى الرغم من صعوبة الأمر فهم نفسية كل منهما، أي دخل في باطن الشخصيتين، لدرجة أنّني في آخر مشهد من الفيلم لم أتمكّن من تفضيل هذا الشخص على الآخر».

## طاقم الممثلين
- شاه روخ خان بدور غوراف/اريان خانا
- Waluscha de Sousa
- Deepika Amin/والدة غوراف
- Yogendra Tiku//والد غوراف
- Sayani Gupta
- Shriya Pilgaonkar

## الموسيقى التصويرية
موسيقى الفيلم التصويرية هي من تأليف الملحن إيه. آر. رحمان
ويتضمن الفيلم 8 اغاني ومدة التشغيل هي 26:15 كل أغنية واحدة مدتها 3:45 دقيقة

## أغنية الفيلم
اسم الأغنية «جابرا فان» من أداء المغني الهندي ناكاش عزيز مع رقصات الممثل شاه روخ خان بدور غوراف، والنسخة العربية من أداء المغني المغربي عبد الفتاح جريني.

## وصلات خارجية
- مقالات تستعمل روابط فنية بلا صلة مع ويكي بيانات

لا توجد روابط لمواقع التواصل الاجتماعي.